# Велтурно
Велту̀рно (на италиански: Velturno; на немски: Feldthurns, Фелдтурнз) е малко градче и община в Северна Италия, автономна провинция Южен Тирол, автономен регион Трентино-Южен Тирол. Разположено е на 851 m надморска височина. Населението на общината е 2749 души (към 2010 г.).

## Език
Официални общински езици са и италианският и немският. Най-голямата част от населението говори немски. В общината се говори и други романски език, ладинският.
| %     | Роден език      |
| 0,91  | Италиански език |
| 98,33 | Немски език     |
| 0,76  | Ладински език   |